# Harrisburg (Oregon)
Pour les articles homonymes, voir Harrisburg (homonymie).
Harrisburg est une ville américaine située dans l'État de l'Oregon et dans le comté de Linn.

## Démographie
Au recensement de 2010, sa population était de 3 657 habitants dont 1 238 ménages et 966 familles résidentes. La densité de population était de 983,7 hab/km2
La répartition ethnique était de 91,3 % d'Euro-Américains et 8,7 % d'autres races.
En 2000, le revenu moyen par habitant était de 15 822 dollars avec 9,7 % vivant sous le seuil de pauvreté.

## Source
- (en) Cet article est partiellement ou en totalité issu de l’article de Wikipédia en anglais intitulé « Harrisburg, Oregon » (voir la liste des auteurs).